# ノーベル経済学賞
ノーベル経済学賞（ノーベルけいざいがくしょう）は、1968年にスウェーデン国立銀行が創立300周年祝賀の一環としてノーベル財団に働きかけたことで設立された、経済学の分野における学術賞のひとつである。
「ノーベル経済学賞」は通称として広く用いられているが、ノーベル財団は「同賞はノーベル賞ではない」として後述の正式名称を用いるか、単に「経済学賞」（典: ekonomipris、英: Prize in Economic Sciences）と呼ぶ。受賞者はスウェーデン王立科学アカデミーによって選考され、ノーベル財団によって認定される。授賞式などは他の部門と同じように行われている。
王立科学アカデミーは新しいノーベル賞として設立を承認したものの、アルフレッド・ノーベルの子孫およびノーベル文学賞の選考を行うスウェーデン・アカデミーは賛成していない。

## 概要
経済学の分野において最も権威ある学術賞のひとつである。経済学賞の授賞が始まったのは1969年のことである。褒賞は、従来のノーベル賞授与の基準に準拠することで承認された。スウェーデン国立銀行による規約は「この褒賞はアルフレッド・ノーベルの遺言に表明されたところの、経済学の分野で傑出した重要研究、これを達成した人物に毎年授与される」としている。
経済学賞はアルフレッド・ノーベルの遺書には記載されておらず、ノーベル自身が設立したものではない。そのため、賞金はノーベル基金ではなくスウェーデン国立銀行から拠出されている。しかし、選考や授賞式などの諸行事は他の部門と合同で実施されている。選考は物理学賞および化学賞と同じくスウェーデン王立科学アカデミーが行っており、デザインは異なるものの同様にアルフレッド・ノーベルの肖像を刻んだメダルを授与しており、賞金額も同じである。
一般的に、ノーベル財団およびノーベル委員会のメンバーはこの賞に言及するとき「ノーベル」という部分を省いている。ノーベル財団の公式ウェブサイトにおいて他の5部門が「ノーベル物理学賞」「ノーベル化学賞」などという具合に紹介されている一方で、最後の部門は「経済学賞」とだけ記されている。対照的に、報道関係者間では微妙なニュアンスは無視され、「ノーベル経済学賞」という表現が定着している。そのため、「メディアはノーベル賞と誤認して報じている」と批判する者もいる。
なお、他の部門と同じく、一度に受賞可能な人数の上限は3人であり、また、共同受賞の場合は同じ受賞理由が適用される。
経済学賞のメダルの表面にはアルフレッド・ノーベルの横顔（各部門共通だが、平和賞および経済学賞については図柄がやや異なる）が、裏面にはスウェーデン王立科学アカデミーのエンブレム（ノーススター）および「Sveriges Riksbank till Alfred Nobels Minne 1968」の文字がそれぞれ刻まれている。

## 正式名称
前述のように経済学賞は厳密にはノーベル賞ではなく、スウェーデン国立銀行の働きかけで設立された、同行が賞金を拠出する学術賞である。そのことを反映して、賞の正式名称も、典: Sveriges riksbanks pris i ekonomisk vetenskap till Alfred Nobels minne という長いものとなっている。英訳は2006年以降、英: The Sveriges Riksbank Prize in Economic Sciences in Memory of Alfred Nobel とされている。日本語の定訳はないが、「アルフレッド・ノーベル記念経済学スウェーデン国立銀行賞」、「アルフレッド・ノーベル記念スウェーデン国立銀行経済学賞」などと訳されており、ほかに、Sveriges riksbankについて「スウェーデン中央銀行」「スウェーデン銀行」「スウェーデンリクスバンク」、ekonomisk vetenskapについて「経済科学」、Alfred Nobelについて「アルフレド・ノーベル」と訳す事例もある。

## 選考方法
経済学賞の選考は、物理学賞および化学賞と同様にスウェーデン王立科学アカデミーによって行われる（生理学・医学賞はカロリンスカ研究所、文学賞はスウェーデン・アカデミー、平和賞はノルウェー国会によって行われる）。選考にはおよそ1年の期間が費やされ、その過程は秘密とされている。ノーベル財団によって認定されている。
選考に際しては、王立科学アカデミー内に設置されたアルフレッド・ノーベル記念経済学スウェーデン国立銀行賞委員会（選考委員会）が毎年9月に翌年の候補者の推薦依頼状を推薦権所持者に送付し、候補者を集める。推薦権を所持するのは、王立科学アカデミー会員、選考委員会委員、過去の受賞者、北欧諸国の大学の経済学の教員、世界から選ばれた大学の経済学の教育研究組織の長、特別に選ばれた個人などであり、締切りは1月末である。
通常、受賞者の選考は次の順序で行われる。その年の初めに選考委員会は世界各国の第一級の学術研究機関から報告・推薦を集め、春までに最初の候補者リストを作成する。そして夏の終わりまでに選考委員会委員、スウェーデンのその他の社会科学系の学術研究機関が候補者を絞り込む。その後は発表日の午前10時から選考委員会委員が集まり、受賞候補者の業績についての説明を受け、候補者への投票を行う。そして、選考委員会の提示した受賞者がそのまま王立科学アカデミーに承認される。
選考委員会の選考は外部の専門家の助言とともに進められ、最大3人の受賞者を内定する。前述の通り、決定は王立科学アカデミーが行い、事前に告知した日に発表を行う。自然科学の3部門（物理学賞、化学賞、生理学・医学賞）は授賞分野を決めてから受賞者を絞り込むとされており、経済学賞も同様と見られる。
授賞式は毎年ノーベルの命日に当たる12月10日にストックホルム（平和賞はオスロ）で開催され、スウェーデン国王からノーベルの肖像が入ったメダルなどが手渡される。

## 選考基準

### 論文・業績
経済学者の田中秀臣は、業績が先駆的であることは当然として、後発研究への影響力が重要と述べる。その上で論文・著作の引用数が影響力を測る上で客観的な指標になると指摘する。ただし、単純な引用数が受賞を決定づけるわけではなく、引用数が比較的少ない研究者の受賞も存在すると述べる。アサール・リンドベックは、選考委員会が引用数に重きを置いているわけではないと注意する一方で、受賞者が引用数においても最上位にランクしていることを認めている。また、サンケイビズの記事では、「ノーベル賞では、論文の引用量の多さが選考に大きく影響する」とある。
経済学者の祝迫得夫は「ノーベル経済学賞は、生涯の功労に対して時間が経ってから授ける色彩があり、過去に偉大な業績をあげた大家が受賞する傾向が強い」「ノーベル賞は、分野を切り開いた、便利なツールを開拓した学者が受賞する傾向がある」と述べている。
経済学賞は、当該受賞者が全盛期を過ぎてから授与されるケースが多い。経済学者のトーマス・カリアーは「ノーベル経済学賞は、新しい理論が発表されて何年も経過した後に授賞するケースが多く、そのような姿勢が非難されてきた。理論の評判・影響を判断するためには長い年月が必要だという理由はよく指摘される。理論が新しい研究を促し、経済学に新たな分野を創造し、現実の経済政策に影響を及ぼすようになってはじめてノーベル賞に値するとのことである」と指摘している。
経済学者の伊藤隆敏は「ノーベル賞を授賞するには40歳くらいまでに、新しい分野を切り開くような核心的な業績を出さなければならない。歴史に残る論文を書いておかなければならない。努力、才能、巡り合いなどいろいろな偶然が重なってノーベル賞は生まれる。これはどうかという人が稀に受賞することもあるが、90%はこの人なら当然という人が貰っている。経済学は社会科学であって、自然科学ではないので完全な真理はありえないし、自然科学ですら完全な真理と考えられていたものが後で覆されることもある」と述べている。
経済学者の松島斉は、日本人の受賞者が出ない理由について「日本は経済学を現実の政策に活用する姿勢に欠けている」と指摘している。

### 非経済学者への授賞
経済学賞受賞者の中には、経済学の教育を受けていない者もいる。経済学の隣接分野の学術研究者が受賞する場合があったが、1995年2月に、経済学賞の対象分野を社会科学と再定義することが正式に決定された。これによって、心理学、政治学、社会学など経済学と接する分野の学術研究者に賞が与えられる可能性がより大きくなった。同時に、それまではその全員が経済学者であった5人の審査員の内の2人を非経済学者とすることが規定された。
非経済学者の受賞者としては、計算機科学者ハーバート・サイモン（1978年）、数学者ジョン・ナッシュ（1994年）、哲学者アマルティア・セン（1998年）、心理学者ダニエル・カーネマン（2002年）、統計学者クライブ・グレンジャー（2003年）、政治学者エリノア・オストロム（2009年）などがおり、また、チャリング・クープマンス（1975年）やロバート・オーマン（2005年）など、他分野出身の経済学者の中にも受賞者は多数存在する。このように、様々な分野の者が受賞するため、受賞候補者は人文学、社会科学、理学、応用科学の種類を問わず存在する。
また、ノーベル賞に数学賞は存在しないが、経済学賞は数学者が受賞できる可能性の高い賞のひとつであり、実際にレオニート・カントロヴィチ（1975年）、ジョン・ナッシュ（1994年）などが受賞した。
経済学賞は、哲学、心理学、政治学、経営学、社会学、数学、統計学、計算機科学、物理学、生物学など様々な分野の学術研究者に与えられる可能性を有する賞となっている。

## 特徴
ジャーナリストの矢沢潔は以下の考えを示している。
- 経済学賞は西欧型の自由主義的民主主義（資本主義）の経済を唯一最上の経済システムとする前提に立っている[32]。
- 経済学賞はしばしば、ゲーム理論、実験経済学、行動経済学など一般社会が身近に感じにくい分野の研究に対しても贈られている[33]。
- 経済学賞受賞者の出身大学は、シカゴ大学、ハーバード大学、ケンブリッジ大学、マサチューセッツ工科大学、イェール大学、ロンドン・スクール・オブ・エコノミクス (LSE)、ストックホルム大学、オスロ大学、プリンストン大学、スタンフォード大学、カリフォルニア大学バークレー校、カリフォルニア大学ロサンゼルス校 (UCLA) など、少数の世界的エリート校に限られている[34]。
- 受賞者の圧倒的多数が「新古典派」、あるいは「新ケインズ派」の学者であり、それ以外の学派の学者は少数である[32]。

バード大学研究員のトーマス・カリアーは以下の指摘をしている。
- 受賞者予測で人気の高い人物は、最終的に受賞するケースが多い[35]。
- 受賞者の多くは、合理的な行動に基づいた理論で評価されている[36]。
- 選考委員会は、受賞者の貢献をしばしば誇張して紹介する[37]。

経済学者の瀧澤弘和は「近年（2012年）のノーベル経済学賞を受賞した研究を一覧してみると、ゲーム理論に関連した研究の受賞比率が非常に高い」と指摘している。
塾講師の小泉祐一郎は、経済学賞がレオン・ワルラスが確立した一般均衡理論の研究者に多く受賞されていると述べている。
コウルズ委員会は多くの経済学賞受賞者を輩出している。
経済学者のマリル・ハートマッカーティは「経済学の発展に対するノーベル賞経済学者の貢献を理解することは、20世紀後半に生まれた経済思想の理解に繋がる。ただし、ノーベル賞経済学者だけが経済思想に貢献してきたというわけではなく、彼らの偉業が他の学者の功績と関係が無いということではない。経済システムをより深く理解するために、学者たちは日々奮闘しながら、無限に変化する状態を作り出すことに大きく貢献している。その構造の中心にいるのがノーベル賞経済学者なのである」と指摘している。ハートマッカーティは「ノーベル賞経済学者は、一人ひとりがまったく新しい世界を切り開いたという意味で、知的で才能溢れ、鋭い感覚を持つ経済学者の頂点に立つ。彼らはそれぞれ自らの経験から情報を抽出し、新しい考え方や後進の好奇心を刺激する新しい焦点を提示した。彼らは先達の理論・研究を無にすることなく、人々が生活の中で直面する重大な問題に新たな光を当てるのだ。このことは、ノーベル賞経済学者たちが、人々の福祉について深く追求するという姿勢を広く共有しているという特徴を示す」と指摘している。ハートマッカーティは「個人主義が利己的な行動に向かう傾向を抑制しながら、人間社会が個人の自由・イニシアチブの一定水準を確保する方法を探究すること。これがノーベル賞経済学者たちの目標である」と指摘している。

### 受賞者の特徴
トーマス・カリアーによれば、経済学賞受賞者の大半は学術研究者であり、大学を生活の中心としており、経済学賞受賞者のほとんどは有名人ではなく、ミルトン・フリードマン、ポール・クルーグマン、ポール・サミュエルソンのように専門的な学術書のほかに一般向けの著書を執筆している受賞者は例外的である。受賞者の多くは、賞が発表される当日に名声が頂点となる。
経済学者の根井雅弘は「経済学賞の受賞者の一覧を見れば、過去の受賞者の中には、一時代を画した優れた経済学者たちの名前が並んでいる」と指摘している。
マリル・ハートマッカーティは「ノーベル賞経済学者の多くは、幼少期の貧困・経済的困難、戦争による破壊・組織的迫害の恐怖、戦後の不誠実な見通し・競争の激しい困難な社会という形で20世紀のトラウマを経験している。世界の崩壊の目撃者・その時代を生きた当事者として、彼らはその復興に参加せざるを得ないと悟り、真剣に答えを模索した。彼らが関心を寄せた社会のトラウマは、研究者の知に大きな課題を与え、確立された経済理論と実体経済の間に生じる矛盾に対処するべく『政治経済学』を生み出した」と指摘している。

### 数学的アプローチ
トーマス・カリアーは「経済学は数学的な厳密さを重視する方向に進んでいたが、ノーベル経済学賞は確実にその傾向を強めた。数学的な表現で科学としての側面を強調すれば、選考委員会に好印象を与える」と指摘している。
経済学者の中島厚志は、経済学賞の選考基準について「昔は、思想に近いところがあったが、データを見て理論を検証していくという理系に少しずつ近くなってきている」と指摘している。
マリル・ハートマッカーティは「数学に対するノーベル賞経済学者たちの興味は、数学的なプロセスにあるのではなかった。むしろ、人々の行動方法、インセンティブ、人間を取り巻く状況の変化に対する感応性に関する情報のような、複雑・膨大な情報を整理し、簡便化するために数学を生かすことに関心を寄せたのである。彼らが科学に興味を持ったのは、自然現象の中にある因果関係を説明する法則に引き寄せられたからである。数学・自然科学に対する適正は、ノーベル賞経済学者に論理・確証の無い見解を識別する目を与えることになったと同時に、彼らの社会科学への興味を補完した。社会科学に科学的分析を使うことは、自然科学に用いるのと同じように不可欠なことだと彼らは考えた」と指摘している。
カリアーは「ゲーム理論のパイオニアは、様々な分野への理論の応用が高く評価されているが、実際のほとんどは、ノーベル賞受賞者に相応しい高尚な数学的理論とは呼べない。ノーベル賞は与えられているが、『人類のための最大の貢献』とは言えないケースが多い」と指摘している。カリアーは「ノーベル経済学賞は、経済学を自然科学の一種にすること、つまり経済学者は科学者と同じであると証明することにこだわっている。実際、特に新しい洞察を得たわけでもないのに、経済でよく知られた考え方・行動を数学モデルに置き換えただけで、ノーベル賞に選ばれた学者が多過ぎる」と指摘している。

### シカゴ学派
トーマス・カリアーは、1990年から1993年にかけてのノーベル賞受賞者がシカゴ学派であったとしている。トーマス・カリアーは「最初の40年間、選考委員会はシカゴ学派を不当なまでに優遇してきた。シカゴ学派が提唱する自由市場が好まれたからであろう」と指摘している。もちろん、ノーベル賞を受賞したすべてのミクロ経済学者がシカゴ学派に属するわけではなく、専門的に株式市場を研究したわけでもない。
経済学者の猪木武徳は「ゲーリー・ベッカーが1992年度に経済学賞を受賞した際、彼の業績・学風は常に『保守的なシカゴ学派の旗頭』といった紋切型の言葉を用いて紹介されていた。確かにシカゴ学派は、政治学・社会学で幾人もの巨人を世に送り出し、経済学でも重要な人材・学説を生み出したが、経済学に限定してもシカゴ学派は決して均質な一枚岩を形づくってきたわけではない。実に様々な思想傾向・研究スタイルを持つ研究者を輩出してきた」と指摘している。

### 偏向性
塾講師の小泉祐一郎は、ジョン・ケネス・ガルブレイスやレスター・C・サローといった経済学者が経済学賞を受賞できない理由は、彼らの著作がジャーナル・アカデミズム的ではなく「政治経済学的」だからであるとしている。経済学者の石井信彦は、経済学賞は文学賞および平和賞と同様、政治的に偏向しており、「政治経済学的」であったり、主流派を無視したり反抗的であれば受賞できないことは実証されているとしている。
ジョーン・ロビンソンは、14年間にわたって何度か候補に挙がったが、受賞することなく1983年にこの世を去った。ロビンソンは、政治色が強過ぎるため、受賞を辞退する恐れがあったために、経済学賞受賞を逃したと一部で臆測された。選考委員会委員長を務めたアサール・リンドベックは「賞を辞退する恐れもあったし、脚光を浴びる機会に乗じて主流派経済学を批判する可能性も考えられたからである」と述べている。
トーマス・カリアーは「偏見の強い選考委員会は、知名度・人気も抜群の20世紀の経済学者をもう一人（一人はジョーン・ロビンソン）、賞の対象から外してしまった。20世紀を代表する経済学者の一人ジョン・ケネス・ガルブレイスである。リベラル過ぎる、数学的でないなど理由はどうであれ、巨匠ガルブレイスの名が無いことは、受賞者名簿の不備を際立たせる一例である」と指摘している。
根井雅弘は「経済学賞の受賞者たちが、極めて有能な学術研究者であることは間違いない。ただ、経済学賞が主流派経済学者に偏って授賞されており、『異端派』はほとんど排除されている」「経済学賞の選考委員会は、左翼系の学者を排除していると憶測されている。もちろん、これには確固たる証拠はないが、実際の受賞者の顔ぶれを見ると憶測を招きかねない状況はあるのは確かである」「相対立する理論が存在する場合、どちらか片方にだけ経済学賞を与えるのは誤解を招きやすい」と述べている。また根井は「経済学賞を廃止すべきとは言わないが、もっと多様な経済思想に寛容な人選になったほうがよい」「社会科学の一分野である限り、経済学は価値観・イデオロギーからまったく無縁とはなりえない」と述べている。
経済学者の小島寛之は「ノーベル経済学賞は政治的であるとよく言われるが、そんなことを言い出したらノーベル平和賞のほうがずっと政治的である」と指摘している。
選考委員会は当初グンナー・ミュルダール単独でに経済学賞を贈るつもりであったが、経済に対する政府の幅広い干渉を容認するミュルダールの立場とバランスをとるべきとの声に押されて、フリードリヒ・ハイエクとの共同受賞が決まったとされている。ミルトン・フリードマンは「非常に特異な組み合わせであり、左派と右派である」と指摘している。

#### アマルティア・センへの授賞
トーマス・カリアーは「アマルティア・センへの授賞については、センの人道的な理論なら、不祥事に巻き込まれる心配がなく、メダルの威信を取り戻すため（#LTCM破綻参照）、選考委員会はセンを選んだという臆測された背景がある」と述べている。
『ウォールストリート・ジャーナル』ヨーロッパ版の編集員であるロバート・ポロックは、センのノーベル賞受賞について「左翼的見解を表明するばかりの人物」「なんでも『問題にする』ことが得意だが、多くの学生が影響されて博士論文のテーマにしている」と批判している。

## 影響

### 社会への影響
トーマス・カリアーは「経済学賞受賞者のアイデアは、私たちの考え方に変化をもたらすばかりではなく、政府の政策に重大な影響を及ぼす可能性もある。賞の対象となった発想は知的資本の充実につながり、政治・社会に関する政策のヒントとなる」と指摘している。カリアーは「イーベイのオークションや二酸化炭素排出権取引の仕組みにも、ノーベル賞の受賞理由となった理論は応用されている」と指摘している。
カリアーは「ノーベル財団は、優れた経済学者はどんな人物かという、重要なシグナルを発信している。そのシグナルは、大学院生が専門分野を選ぶ際、経済学者が研究テーマを選ぶ際に大きな影響を与える。また、政治指導者・一般国民は、ノーベル賞受賞者の見解を素直に聞く。その意味でもノーベル賞は重要である。ノーベル賞に伴う名声・権威を考慮すれば、選考委員会は重要なアイデアを一貫して認めなければならない」と指摘している。
ジャーナリストの矢沢潔は「経済学賞に限らず自然科学の3賞も同じで、疑問や批判は理論・モデルという意義を、過剰或いは大げさに考え過ぎることから生じている」と述べている。

### 社会の反応
1974年のリバタリアン、フリードリヒ・ハイエクへの受賞、1976年のマネタリスト、ミルトン・フリードマンの受賞は、それぞれオーストリア学派、マネタリズムに関する世界のメディアの報道が飛躍的に増大する契機となった。

#### ミルトン・フリードマンへの授賞
ミルトン・フリードマンが受賞すると、フリードマンとチリのピノチェト政権と密接な関係にあったことを問題視して、生理学・医学賞を受賞したジョージ・ワルド、化学賞および平和賞を受賞したライナス・ポーリング、生理学・医学賞を受賞したデヴィッド・ボルティモア、サルバドール・エドワード・ルリアらが受賞に反対した。これに対して、フリードマンは、チリ政府の顧問を務めたことはないとしており、1975年にチリに6日間訪れたのを最後に「一切接触を断った」と述べた。
フリードマンの受賞に抗議して、スウェーデンでは数千人規模のデモ行進が行われ、事態制圧に300人の警察官が動員された。フリードマンは、授賞式の日に行われたストックホルムでの抗議デモに対し「ごろつき」だと非難し、「ナチズムの匂いが漂っており、鼻が腐りそうだ。言論の自由において、都合の悪い発言を抑えこむようなやり方は許されない」と述べた。

#### ゲーム理論と戦争
2005年の経済学賞を発表した選考委員会は、ゲーム理論の冷戦への応用を評価したが、アラブ・イスラエル紛争については言及しなかった（1994年の受賞者の一人であるロバート・オーマンは、この紛争にゲーム理論を応用したことで有名であった）。ここでゲーム理論は、イスラエルが中東紛争で勝つために応用された。
ロバート・オーマンを批判する団体は1000人近い署名を集め、スウェーデン王立科学アカデミーにオーマンとトーマス・シェリングへの授賞を取り消すよう嘆願書を提出した。
一方でオーマンのノーベル賞受賞は、イスラエルで大きな誇りとして歓迎された。オーマンの同僚で数学者のタマラ・レフコート・ルビーは、イスラエルの数学教育の基準・評価を高めるよい機会だと喜び「子どもたちを励まし教育するためのチャンスである」と述べた。

## 批判

### スウェーデン国立銀行との関係に関する批判
モスクワ発の辛辣なタブロイド紙として知られたThe eXileは、本賞の設立経緯を問題視していた。まず、本賞が設立された1960年代において、スウェーデン国立銀行は経済改革の一環として市場の自由化を推進しようとしており、政治介入を防いで独立性を得ることに腐心していた。ノートルダム大学教授のフィリップ・ミロフスキによると、「この当時のスウェーデン中央銀行は民主的な説明責任から逃れようとしており、（中略）このため政治によらない何らかの科学的根拠を主張する必要が生じた」。このため新古典派の市場効率性の理論が着目され、経済を政治の手から放して大企業の営利活動に委ねようとする動きが生じていた。あるFRBの職員はこの様子を「スウェーデン国立銀行創立300周年にかこつけて、ノーベルに引っ掛けたマーケティング上の策略」(marketing ploy)と形容した。選考委員長にはスウェーデンの右派経済学者でありシカゴ学派と繋がりのあるアサール・リンドベックが任命され、以後30年に渡り続投した。賞が設立された当初の数年間は主流派や長老筋への授賞が続いたが、一旦賞の権威が確立されると、その後の受賞者は新古典派の右派に偏るようになり、それらの権威付けと科学的正当性を主張する根拠に利用されるようになった。過去の受賞者のほとんどが、中央銀行の支持する新古典派の経済学者である。
金融デリバティブの専門家であり思想家であるナシム・ニコラス・タレブは、市場の現実と合わない擬似科学のような理論に本賞が濫発されており、誤った理論への批判がノーベル賞という権威によって阻害される弊害が生じているとして、「我々がサブプライム危機やその後の展開から学んだ教訓は、（中略）『ノーベル賞』と称するあの馬鹿げた『アルフレッド・ノーベル記念経済学スウェーデン国立銀行賞』の権威を剥奪しない限り、ビジネススクールで教えられることなく我々と共に死に絶えてしまう」と批判した。

### 分野名に対する批判
正式名称中では、受賞分野はekonomi（Economics、「経済学」）ではなくekonomisk vetenskap（Economic Sciences、「経済科学」）とされているが、このことに関連して、ロバート・シラーは、「大衆の気持ちをつかみ、変人が皆の意見に一定の影響を持つとみられる分野」において、「評判の悪い類縁と区別をつけるため」に、「『科学』がつく傾向があるようだ」と述べている。経済学賞の廃止を訴える未来学者ヘイゼル・ヘンダーソンは、「経済学は『科学』であるとこっそり正当化することで、経済学を政治的に中立なものに見せようとしているが、こうした一見『没価値的』な客観性と数学的厳密さで覆い隠す主張こそが、まさに経済学者に近寄りがたい雰囲気と世界各国の公共政策形成における主導的役割とを与えてきた」と批判する。ヘンダーソンが取材した物理学者のハンス・ペーター・デュル (Hans-Peter Dürr)も、「経済学は粗悪な科学ですらなく、基本的な仮定の多くが正しくない」と述べている。2004年には、スウェーデン王立科学アカデミーの会員を含むスウェーデン人科学者3名が、スウェーデンの国内紙ダーゲンス・ニュヘテルに公開書簡を掲載し、「経済学は自然科学と似ても似つかない」にもかかわらず、「傾向としては、この賞は自然科学の手法を模倣し、客観性があると主張する特殊なタイプの経済学に与えられてきた」と批判している。

#### ノーベル賞関係者からの批判
2001年にはノーベルの兄弟の曾孫であるペーテル・ノーベルら4人のスウェーデンの人権派弁護士たちが、経済学賞の受賞者の大半が「西側の価値観の持ち主」とし、経済学賞は「人類に多大の貢献」をした人への授与というノーベルの遺訓にそぐわないと批判した。ペーテル・ノーベルは、「スウェーデン中央銀行がやったことは謂わば商標権の侵害であり、ノーベル賞の許し難い盗用に当たる」「この経済学賞の三分の二はアメリカの経済学者に贈られ、中でも特にシカゴ学派に授与されたが、彼らは株式市場とオプション取引の投機家だ。これはアルフレッド・ノーベルが意図した人間生活の向上と生存には全く関係が無いばかりか、むしろ正反対だ」。
1997年にはノーベル文学賞の選考機関であるスウェーデン・アカデミーが、ノーベル財団に対し、経済学賞の廃止を要請した。スウェーデン財務相を経験し、後にスウェーデン国立銀行総裁を務めたシェル＝オーロフ・フェルトは、経済学賞の廃止を主張していた。
2004年には、経済学賞の選考機関であるスウェーデン王立科学アカデミーの会員を含むスウェーデン人科学者3名が、スウェーデンの国内紙に公開書簡を掲載し、これまで受賞した大半の経済学者の業績はあまりに抽象的で現実世界とかけ離れ、完全に無意味であるとし、「アルフレッド・ノーベル記念経済学スウェーデン国立銀行賞は、他の部門の価値を下げる。賞を残すなら対象をもっと広げるか、またはノーベルとは完全に切り離さねばならない」と主張した。

### 本賞の受賞者からの批判
受賞者の中にも快く思わない者がいる。1974年に受賞したフリードリヒ・ハイエクは、授賞晩餐会でのスピーチにおいて、もし自分が相談されていたら経済学賞の設立には「断固反対しただろう」と述べて、理由を次のように説明した。「ノーベル賞は個人に大きな権威を与えるが、これは経済学者には不適当だ。これが自然科学なら問題ない。なぜならその人の影響力が及ぶ範囲は同分野の専門家たちなので、もしそれが過大ならすぐ実力相応に改まるからだ。ところが、経済学者は政治家やジャーナリスト、官僚、公衆全般と言った非専門家の方にむしろ大きな影響を及ぼす」。このため只でさえ不当に持てはやされる場合があるところを、ノーベル賞という権威はいたずらに煽るというのである。同じく1974年に受賞したグンナー・ミュルダールは、もっと辛辣に、ハイエク（や後年のミルトン・フリードマン）のような反動主義者に授賞したという理由で、本賞を廃止すべきと考えていたという。1969年に物理学賞を受賞したマレー・ゲルマンは「彼ら（経済学賞受賞者）と一緒に授賞式に並べというのか」と不満を漏らしたとされている。
1989年に受賞したトリグヴェ・ホーヴェルモは、受賞後のロイターからの電話インタビューに対し「このような賞には感心しない」と答え、それ以上の会話を断った。他のインタビューでは「（受賞は）光栄ではあるが、私はこの賞とは何の関わりもない」「この賞は現実世界の問題とは全く無関係だ」ともつけ加えた。
ゲーリー・ベッカーは自身の研究が科学的・客観的である点を強調し、ノーベル賞を政治的に利用しようとする受賞者を批判し、他分野のノーベル賞受賞者についても「物理・化学といった分野でノーベル賞を受賞した連中ともずいぶん付き合ったが、みんな経済問題についてはうるさいだけで、ろくなものじゃなかった」と述べている。
シカゴ学派のミルトン・フリードマンが1976年に本賞を受賞した時には、批判が噴出した。しかし、フリードマン自身も、ノーベル賞受賞式典で「受賞の発表が、受賞者を様々な分野すべてのにわか専門家に変えてしまった。まさにノーベル賞の全世界的名声のゆえである。脚光を浴びることは嬉しいことではあるが、一方で人間を堕落させる。ノーベル賞受賞者の専門外の領域に対して与えられる過度な脚光と、受賞者が身につけてしまう危険のある過度なエゴ、この両方に解毒剤が必要である。私自身は、解毒剤としてこの種の賞をもっと多く設立して競争させるべきと考える。しかし、これは容易ではない。今後も受賞者の腫れ上がった自尊心は、長きに渡って安全に存続するであろう」と本賞の悪影響を批判した。フリードマンは「私はノーベル賞が、良いことであるのかどうかについては大いなる疑問を抱いている。ただし、そのような経済学賞についての疑問は、ノーベル物理学賞についても等しく当てはまる」と述べている。

### LTCM破綻
マイロン・ショールズ、ロバート・マートンという2人のノーベル賞受賞者を役員とし、その金融理論を実践するために設立させたLTCMは、一時期年率40%の利益を上げていたが、1998年のロシア経済危機を読み違え多額の損失を出し破綻した。マートンとショールズは、ノーベル賞受賞後1年足らずで、倒産劇で悪名を轟かせてしまった。経済学者の高増明、竹治康公らは、「ノーベル経済学賞を受賞した経済理論も現実には通用しないこともある。人々の予測形成を正しく説明できる経済理論は存在しないからである」と指摘している。小島寛之は「マートンとショールズは受賞の対象となった自らの金融工学の理論を実践し、大規模な投機を行った。しかし、ロシアで起きたデフォルトのあおりを受けて巨額の損失を出した。金融機関の破綻は社会的に大きな問題であり、それにノーベル賞受賞者が関わっていたというのは世界中に大きな衝撃を与えた。しかも、自らの金儲けに利用しての失敗である。それが契機となって経済学賞のあり方への批判が噴出したのであれば当然のことである。ノーベル賞から経済学賞をはずすべきという議論もその一端に違いない」と指摘している。

## 受賞者
経済学賞の受賞者のほとんどを欧米の出身者が占め、その中でも特にアメリカの出身者が多い。2010年までの受賞者数67名のうち、非欧米出身者はわずかに3名しかいない。その内2名はイスラエルとアメリカの二重国籍となっており、欧米諸国の国籍を持たない受賞者は、1998年のアマルティア・セン（インド）が最初であり、唯一の受賞者となっている。
- 黒人初の受賞者 - アーサー・ルイス（1979年、共同受賞、アメリカ国籍、セントルシア生まれ）
- アジア初の受賞者[101] - アマルティア・セン（1998年、単独受賞、インド）
- 女性初の受賞者 - エリノア・オストロム（2009年、共同受賞、アメリカ）

### 1960年代
| 年     | 受賞者名 | 受賞者名             | 国籍（出身国） | 受賞理由                                       |
| ------ | -------- | -------------------- | -------------- | ---------------------------------------------- |
| 1969年 |          | ラグナル・フリッシュ | ノルウェー     | 経済過程の分析に対する動学的モデルの発展と応用 |
| 1969年 |          | ヤン・ティンバーゲン | オランダ       | 経済過程の分析に対する動学的モデルの発展と応用 |

### 1970年代
| 年     | 受賞者名 | 受賞者名                   | 国籍（出身国）             | 受賞理由 |
| ------ | -------- | -------------------------- | -------------------------- | --- |
| 1970年 |          | ポール・サミュエルソン     | アメリカ合衆国             | 静学的および動学的経済理論の発展に対する業績と、経済学における分析水準の向上に対する積極的貢献                     |
| 1971年 |          | サイモン・クズネッツ       | アメリカ合衆国             | 経済および社会の成長に関する構造および過程を深く洞察するための経済成長に関する理論を実証的手法を用いて構築した功績 |
| 1972年 |          | ジョン・ヒックス           | イギリス                   | 一般的経済均衡理論および厚生理論に対する先駆的貢献                                                                 |
| 1972年 |          | ケネス・アロー             | アメリカ合衆国             | 一般的経済均衡理論および厚生理論に対する先駆的貢献                                                                 |
| 1973年 |          | ワシリー・レオンチェフ     | ソビエト連邦               | 投入産出分析の発展と、重要な経済問題に対する投入産出分析の応用                                                     |
| 1974年 |          | グンナー・ミュルダール     | スウェーデン               | 貨幣理論および経済変動理論に関する先駆的業績と、経済現象・社会現象・組織現象の相互依存関係に関する鋭い分析         |
| 1974年 |          | フリードリヒ・ハイエク     | オーストリア               | 貨幣理論および経済変動理論に関する先駆的業績と、経済現象・社会現象・組織現象の相互依存関係に関する鋭い分析         |
| 1975年 |          | レオニート・カントロヴィチ | ソビエト連邦               | 資源の最適配分に関する理論への貢献                                                                                 |
| 1975年 |          | チャリング・クープマンス   | オランダ                   | 資源の最適配分に関する理論への貢献                                                                                 |
| 1976年 |          | ミルトン・フリードマン     | アメリカ合衆国             | 消費分析・金融史・金融理論の分野における業績と、安定化政策の複雑性の実証                                           |
| 1977年 |          | ベルティル・オリーン       | スウェーデン               | 国際貿易に関する理論および資本移動に関する理論を開拓した業績                                                       |
| 1977年 |          | ジェイムズ・ミード         | イギリス                   | 国際貿易に関する理論および資本移動に関する理論を開拓した業績                                                       |
| 1978年 |          | ハーバート・サイモン       | アメリカ合衆国             | 経済組織内部での意思決定プロセスにおける先駆的な研究                                                               |
| 1979年 |          | セオドア・シュルツ         | アメリカ合衆国             | 発展途上国問題の考察を通じた経済発展に関する先駆的研究                                                             |
| 1979年 |          | アーサー・ルイス           | イギリス （ セントルシア） | 発展途上国問題の考察を通じた経済発展に関する先駆的研究                                                             |

### 1980年代
| 年     | 受賞者名 | 受賞者名                  | 国籍（出身国）               | 受賞理由                                                                         |
| ------ | -------- | ------------------------- | ---------------------------- | -------------------------------------------------------------------------------- |
| 1980年 |          | ローレンス・クライン      | アメリカ合衆国               | 景気変動・経済政策を分析する上での経済的なモデル・手法の開発                     |
| 1981年 |          | ジェームズ・トービン      | アメリカ合衆国               | 金融市場とその支出決定・雇用・生産物・価格との関連性の分析                       |
| 1982年 |          | ジョージ・スティグラー    | アメリカ合衆国               | 産業構造や市場の役割・規制の原因と影響についての独創的な研究                     |
| 1983年 |          | ジェラール・ドブルー      | フランス                     | 一般均衡理論の徹底的な改良と経済理論に新たな分析手法を組み込んだこと             |
| 1984年 |          | リチャード・ストーン      | イギリス                     | 国民勘定のシステムの発展に対する基本的な貢献と実証的な経済分析の基礎の多大な改良 |
| 1985年 |          | フランコ・モディリアーニ  | アメリカ合衆国 （ イタリア） | 貯蓄と金融市場の先駆的な分析                                                     |
| 1986年 |          | ジェームズ・M・ブキャナン | アメリカ合衆国               | 公共選択の理論に於ける契約・憲法面での基礎を築いたこと                           |
| 1987年 |          | ロバート・ソロー          | アメリカ合衆国               | 経済成長理論への貢献                                                             |
| 1988年 |          | モーリス・アレ            | フランス                     | 市場と資源の効率的な利用に関する理論の先駆的な貢献                               |
| 1989年 |          | トリグヴェ・ホーヴェルモ  | ノルウェー                   | 計量経済学の確率基礎理論の解明と同時発生的経済構造の分析                         |

### 1990年代
| 年     | 受賞者名 | 受賞者名                 | 国籍（出身国）             | 受賞理由 |
| ------ | -------- | ------------------------ | -------------------------- | --- |
| 1990年 |          | ハリー・マーコウィッツ   | アメリカ合衆国             | 資産形成の安全性を高めるための一般理論形成 |
| 1990年 |          | マートン・ミラー         | アメリカ合衆国             | 資産形成の安全性を高めるための一般理論形成 |
| 1990年 |          | ウィリアム・シャープ     | アメリカ合衆国             | 資産形成の安全性を高めるための一般理論形成 |
| 1991年 |          | ロナルド・コース         | アメリカ合衆国             | 制度上の構造と経済機能に於ける取引コストと財産権の発見と明確化 |
| 1992年 |          | ゲーリー・ベッカー       | アメリカ合衆国             | 非市場に於ける行動を含めた広範にわたる人間の行動と相互作用へのミクロ経済学分析の応用                                                                                                  |
| 1993年 |          | ロバート・フォーゲル     | アメリカ合衆国             | 経済理論と計量的手法によって経済史の研究を一新したこと |
| 1993年 |          | ダグラス・ノース         | アメリカ合衆国             | 経済理論と計量的手法によって経済史の研究を一新したこと |
| 1994年 |          | ラインハルト・ゼルテン   | ドイツ                     | 非協力ゲームにおける均衡分析に関する理論の開拓 |
| 1994年 |          | ジョン・ナッシュ         | アメリカ合衆国             | 非協力ゲームにおける均衡分析に関する理論の開拓 |
| 1994年 |          | ジョン・ハーサニ         | ハンガリー                 | 非協力ゲームにおける均衡分析に関する理論の開拓 |
| 1995年 |          | ロバート・ルーカス       | アメリカ合衆国             | 合理的期待仮説の理論を発展、応用し、1970年代以降の財政・金融政策などマクロ経済理論に大きな影響を与えた事                                                                              |
| 1996年 |          | ジェームズ・マーリーズ   | イギリス                   | 「情報の非対称性のもとでの経済的誘因の理論」に対する貢献 |
| 1996年 |          | ウィリアム・ヴィックリー | アメリカ合衆国 （ カナダ） | 「情報の非対称性のもとでの経済的誘因の理論」に対する貢献 |
| 1997年 |          | ロバート・マートン       | アメリカ合衆国             | 「金融派生商品（デリバティブ）価格決定の新手法（a new method to determine the value of derivatives）」に対して、オプション評価モデルであるブラック-ショールズ方程式の開発と理論的証明 |
| 1997年 |          | マイロン・ショールズ     | カナダ                     | 「金融派生商品（デリバティブ）価格決定の新手法（a new method to determine the value of derivatives）」に対して、オプション評価モデルであるブラック-ショールズ方程式の開発と理論的証明 |
| 1998年 |          | アマルティア・セン       | インド                     | 所得分配の不平等にかかわる理論や、貧困と飢餓に関する研究についての貢献 |
| 1999年 |          | ロバート・マンデル       | カナダ                     | さまざまな通貨体制における金融・財政政策（「マンデル・フレミング・モデル」）と、「最適通貨圏」についての分析                                                                          |

### 2000年代
| 年     | 受賞者名 | 受賞者名                    | 国籍（出身国）                 | 受賞理由                                                                                              |
| ------ | -------- | --------------------------- | ------------------------------ | --- |
| 2000年 |          | ジェームズ・ヘックマン      | アメリカ合衆国                 | ミクロ計量経済学において、個人と家計の消費行動を統計的に分析する理論と手法の構築                      |
| 2000年 |          | ダニエル・マクファデン      | アメリカ合衆国                 | ミクロ計量経済学において、個人と家計の消費行動を統計的に分析する理論と手法の構築                      |
| 2001年 |          | ジョージ・アカロフ          | アメリカ合衆国                 | 情報の非対称性を伴った市場分析                                                                        |
| 2001年 |          | マイケル・スペンス          | アメリカ合衆国                 | 情報の非対称性を伴った市場分析                                                                        |
| 2001年 |          | ジョセフ・E・スティグリッツ | アメリカ合衆国                 | 情報の非対称性を伴った市場分析                                                                        |
| 2002年 |          | ダニエル・カーネマン        | アメリカ合衆国 （ イスラエル） | 行動経済学と実験経済学という新研究分野の開拓への貢献                                                  |
| 2002年 |          | バーノン・スミス            | アメリカ合衆国                 | 行動経済学と実験経済学という新研究分野の開拓への貢献                                                  |
| 2003年 |          | ロバート・エングル          | アメリカ合衆国                 | 時系列分析手法の確立                                                                                  |
| 2003年 |          | クライヴ・グレンジャー      | イギリス                       | 時系列分析手法の確立                                                                                  |
| 2004年 |          | フィン・キドランド          | ノルウェー                     | 動学的マクロ経済学への貢献 ：経済政策における動学的不整合性の指摘と、リアルビジネスサイクル理論の開拓 |
| 2004年 |          | エドワード・プレスコット    | アメリカ合衆国                 | 動学的マクロ経済学への貢献 ：経済政策における動学的不整合性の指摘と、リアルビジネスサイクル理論の開拓 |
| 2005年 |          | ロバート・オーマン          | アメリカ合衆国 イスラエル      | ゲーム理論の分析を通じて対立と協力の理解を深めた功績                                                  |
| 2005年 |          | トーマス・シェリング        | アメリカ合衆国                 | ゲーム理論の分析を通じて対立と協力の理解を深めた功績                                                  |
| 2006年 |          | エドムンド・フェルプス      | アメリカ合衆国                 | マクロ経済政策における異時点間のトレードオフに関する分析                                              |
| 2007年 |          | レオニード・ハーヴィッツ    | アメリカ合衆国 （ ロシア）     | メカニズムデザインの理論の基礎を確立した功績                                                          |
| 2007年 |          | エリック・マスキン          | アメリカ合衆国                 | メカニズムデザインの理論の基礎を確立した功績                                                          |
| 2007年 |          | ロジャー・マイヤーソン      | アメリカ合衆国                 | メカニズムデザインの理論の基礎を確立した功績                                                          |
| 2008年 |          | ポール・クルーグマン        | アメリカ合衆国                 | 貿易のパターンと経済活動の立地に関する分析の功績                                                      |
| 2009年 |          | エリノア・オストロム        | アメリカ合衆国                 | 経済的なガヴァナンスに関する分析                                                                      |
| 2009年 |          | オリヴァー・ウィリアムソン  | アメリカ合衆国                 | 経済的なガヴァナンスに関する分析                                                                      |

### 2010年代
| 年     | 受賞者名 | 受賞者名                   | 国籍（出身国）                 | 受賞理由                                               |
| ------ | -------- | -------------------------- | ------------------------------ | ------------------------------------------------------ |
| 2010年 |          | ピーター・ダイアモンド     | アメリカ合衆国                 | 労働経済におけるサーチ理論に関する功績                 |
| 2010年 |          | デール・モーテンセン       | アメリカ合衆国                 | 労働経済におけるサーチ理論に関する功績                 |
| 2010年 |          | クリストファー・ピサリデス | イギリス （ キプロス）         | 労働経済におけるサーチ理論に関する功績                 |
| 2011年 |          | トーマス・サージェント     | アメリカ合衆国                 | マクロ経済の原因と結果をめぐる実証的な研究に関する功績 |
| 2011年 |          | クリストファー・シムズ     | アメリカ合衆国                 | マクロ経済の原因と結果をめぐる実証的な研究に関する功績 |
| 2012年 |          | アルヴィン・ロス           | アメリカ合衆国                 | 安定配分理論と市場設計の実践に関する功績               |
| 2012年 |          | ロイド・シャープレー       | アメリカ合衆国                 | 安定配分理論と市場設計の実践に関する功績               |
| 2013年 |          | ユージン・ファーマ         | アメリカ合衆国                 | 資産価格の実証分析に関する功績                         |
| 2013年 |          | ラース・ハンセン           | アメリカ合衆国                 | 資産価格の実証分析に関する功績                         |
| 2013年 |          | ロバート・シラー           | アメリカ合衆国                 | 資産価格の実証分析に関する功績                         |
| 2014年 |          | ジャン・ティロール         | フランス                       | 市場の力と規制の分析に関する功績                       |
| 2015年 |          | アンガス・ディートン       | アメリカ合衆国 イギリス        | 消費、貧困、福祉の分析に関する功績                     |
| 2016年 |          | オリバー・ハート           | イギリス アメリカ合衆国        | 契約理論に関する功績                                   |
| 2016年 |          | ベント・ホルムストローム   | フィンランド                   | 契約理論に関する功績                                   |
| 2017年 |          | リチャード・セイラー       | アメリカ合衆国                 | 行動経済学に関する功績                                 |
| 2018年 |          | ウィリアム・ノードハウス   | アメリカ合衆国                 | 気候変動を長期的マクロ経済分析に統合した功績           |
| 2018年 |          | ポール・ローマー           | アメリカ合衆国                 | 技術革新を長期的マクロ経済分析に統合した功績           |
| 2019年 |          | アビジット・V・バナジー    | アメリカ合衆国 （ インド出身） | 世界の貧困を改善するための実験的アプローチに関する功績 |
| 2019年 |          | エスター・デュフロ         | フランス                       | 世界の貧困を改善するための実験的アプローチに関する功績 |
| 2019年 |          | マイケル・クレーマー       | アメリカ合衆国                 | 世界の貧困を改善するための実験的アプローチに関する功績 |

### 2020年代
| 年     | 受賞者名 | 受賞者名                       | 国籍（出身国）            | 受賞理由                                             |
| ------ | -------- | ------------------------------ | ------------------------- | ---------------------------------------------------- |
| 2020年 |          | ポール・ミルグロム             | アメリカ合衆国            | オークション理論の改良と新しいオークション形式の発明 |
| 2020年 |          | ロバート・バトラー・ウィルソン | アメリカ合衆国            | オークション理論の改良と新しいオークション形式の発明 |
| 2021年 |          | デヴィッド・カード             | カナダ アメリカ合衆国     | 労働経済学への実証的貢献                             |
| 2021年 |          | ヨシュア・アングリスト         | アメリカ合衆国 イスラエル | 因果関係の分析への方法論的貢献                       |
| 2021年 |          | グイド・インベンス             | オランダ アメリカ合衆国   | 因果関係の分析への方法論的貢献                       |
| 2022年 |          | ベン・バーナンキ               | アメリカ合衆国            | 銀行と金融危機の研究に関する功績                     |
| 2022年 |          | ダグラス・W・ダイアモンド      | アメリカ合衆国            | 銀行と金融危機の研究に関する功績                     |
| 2022年 |          | フィリップ・ディビッグ         | アメリカ合衆国            | 銀行と金融危機の研究に関する功績                     |
| 2023年 |          | クラウディア・ゴールディン     | アメリカ合衆国            | 労働市場における女性の成果の研究に関する功績         |
| 2024年 |          | ダロン・アセモグル             | トルコ アメリカ合衆国     | 制度の形成過程と経済的繁栄への影響の研究に関する功績 |
| 2024年 |          | サイモン・ジョンソン           | イギリス アメリカ合衆国   | 制度の形成過程と経済的繁栄への影響の研究に関する功績 |
| 2024年 |          | ジェームズ・A・ロビンソン      | イギリス                  | 制度の形成過程と経済的繁栄への影響の研究に関する功績 |